# Krise in Haiti seit 2018

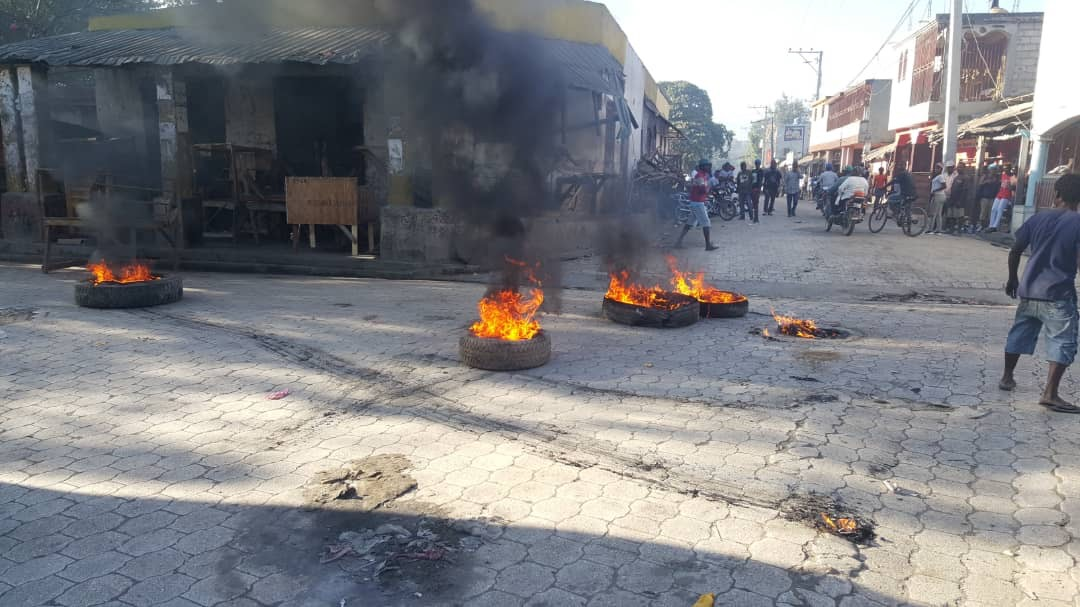
Gewaltsame Proteste in den Straßen Haitis, hier in Hinche 2019

Die Krise in Haiti seit 2018 hat ihren Ursprung in einer die Bevölkerung und die Wirtschaft überfordernden Anhebung der Treibstoffpreise. Benzin, Diesel und Kerosin wurden für die breite Bevölkerung unbezahlbar, was massive öffentliche Proteste und Gewaltausbrüche hervorrief. Gefordert wurde zunächst die Ablösung des damaligen Präsidenten Jovenel Moïse. Der Mangel an öffentlicher Ordnung führte seitdem mangels verfassungskonform abgehaltener Wahlen zum Abhandenkommen sämtlicher demokratisch legitimierter Amts- und Mandatsinhaber, nach der Ermordung des Präsidenten im Jahr 2021 zu einer instabilen Regierung, verschiedenen gescheiterten Versuchen von Bündnissen der Zivilgesellschaft, die Krise durch Gemeinschaftsanstrengungen zu überwinden, einem Ausufern der Bandenkriminalität und einer Resolution des Sicherheitsrats der Vereinten Nationen, nach der von Haiti eine Gefahr für den Frieden in der Region ausgeht.
Korruptionsvorwürfe wegen zweckentfremdeter Verwendung von Petrocaribe-Geldern aus Venezuela und die allgemeine Auffassung, dass der Umgang mit der COVID-19-Pandemie inkompetent war, sowie die Unfähigkeit der Regierenden, für öffentliche Sicherheit durch Bekämpfung der ausufernden Kriminalität zu sorgen, befeuerten die Proteste stets aufs Neue und führten zu zahlreichen Todesopfern durch Bandenkriege, Überfälle, gezielte politisch motivierte Morde und Unglücksfälle, die den instabilen Verhältnissen zuzurechnen waren.

## Der Weg in die Krise
Im Jahr 2016 war die Amtszeit von Präsident Michel Martelly zu Ende gegangen. Er legte verfassungsgemäß am 7. Februar des Jahres sein Amt nieder, ohne dass ein Nachfolger vorhanden war. Die Präsidentschaftswahl 2015 war wegen Manipulationsvorwürfen mehrfach verschoben und schließlich annulliert worden. Daraufhin setzten Senat und Abgeordnetenkammer, die am 14. Februar 2016 zur Nationalversammlung zusammengetreten waren, Jocelerme Privert als provisorischen Präsidenten ein.
Jovenel Moïse, ein politisch gänzlich unbekannter Geschäftsmann, der von Martelly als Kandidat für die Nachfolge vorgeschlagen worden war, erhielt bei der Stichwahl zur Präsidentschaftswahl am 20. November 2016 eine Mehrheit von 55,7 % der Stimmen. Am 7. Februar 2017 trat er sein Amt an. Angesichts hoher Arbeitslosigkeit im Land und latenter Korruptionsvorwürfe gegen die Regierung wurden schon die ersten Tage seiner Amtszeit mit Protesten in den Straßen der Städte begleitet, bei denen sein Rücktritt gefordert wurde.
Gemäß der Verfassung Haitis ist von den 30 Mitgliedern des Senats alle zwei Jahre ein Drittel neu zu wählen. Die Amtszeit eines Senators beträgt sechs Jahre. Da angesichts der instabilen Lage im Land seit dem Jahr 2017 keine Parlamentswahlen mehr stattgefunden hatten und auch die Amtszeit der letzten zehn noch vorhandenen Senatoren im Januar 2023 ablief, existiert diese Kammer des haitianischen Parlaments nicht mehr und war im Jahr 2018 bereits auf 20 Mitglieder reduziert. Die letzten Wahlen zur Abgeordnetenkammer fanden am 9. August 2015 und am 25. Oktober 2015 (Stichwahlen) statt. Nach der Verfassung Haitis wird die Kammer alle vier Jahre neu gewählt. Dieses fand angesichts der desolaten innenpolitischen Lage des Landes, über die sich auch die Parlamentarische Versammlung der Frankophonie (Assemblée parlementaire de la Francophonie) besorgt zeigte, nicht statt.
Die Stabilisierungsmission der Vereinten Nationen in Haiti (MINUSTAH) war seit dem 1. Juni 2004 bemüht, die öffentliche Ordnung zu sichern und den ordnungsmäßigen Ablauf politischer Prozesse zu unterstützen. Das Mandat wurde vom Sicherheitsrat der Vereinten Nationen letztlich beendet. Am 15. Oktober 2017 zog die letzte (brasilianische) MINUSTAH-Einheit ab. Ihr folgte ab 16. Oktober 2019, basierend auf der UN-Resolution 2476a, ein Integriertes Büro der Vereinten Nationen in Haiti, dessen Mandat und Ausstattung jedoch deutlich schwächer war und das aus diesen Gründen in der Krise eine beobachtende Rolle einnahm.
Auf sich selbst gestellt war es der Police Nationale d’Haïti (PNH) nicht möglich, den Aktivitäten krimineller Banden, die ganze Landesteile kontrollierten und sich zum Teil gegenseitig bekämpften, Herr zu werden. Die latent Besorgnis erregende Lage steigerte sich angesichts des politischen Vakuums zu Ausmaßen, die die Bevölkerung dazu brachte, spontan zivile Abwehrhandlungen gegen die Kriminellen durchzuführen und somit die allgemeine Unruhe voranzutreiben. Allein in den ersten acht Monaten des Jahres 2023 sollten über 2.400 Todesopfer der inneren Auseinandersetzungen zu zählen sein.
Die wirtschaftliche Lage Haitis hatte sich nach dem verheerenden Erdbeben des Jahres 2010, das weitreichende Zerstörungen in der Metropolregion Port-au-Prince und Umgebung verursacht und über 200.000 Todesopfer gefordert hatte, signifikant verschlechtert. Die wichtigsten Indikatoren wie Arbeitslosigkeit, Inflation und Inlandsprodukt hatten sich jedoch leicht erholt und stagnierten, ohne dass in der zweiten Hälfte der 2010er Jahre ein deutlicher Einbruch zu verzeichnen gewesen wäre. Kritisch war jedoch die Treibstoffversorgung des Landes. Lediglich in der Bucht bei Port-au-Prince bestehen zwei Terminals, über die Ölprodukte aus Venezuela eingeführt wurden. Aus politischen Gründen waren diese Importe im Rahmen des Petrocaribe-Systems vergünstigt. Die so generierten Mittel sollten dem System folgend sozialen und Entwicklungsprojekten zugeführt werden. Im November 2017 wurden Berichte veröffentlicht, nach denen erhebliche Beträge veruntreut worden waren.

## Der Verlauf der Krise

### 2018
Mit Blick auf die bekannt gewordenen Ungereimtheiten bei der Mittelverwendung der „Petrocaribe-Dollars“ stellte Venezuela seine Öllieferungen im März ein. Präsident Moïse und sein unerfahrener Premierminister Jack Guy Lafontant erhöhten wegen der weggefallenen Subventionen und teureren Importen aus den Vereinigten Staaten die Preise für Treibstoffe. Diese am 7. Juli in Kraft getretene Maßnahme führte unmittelbar zu Massenprotesten in den Straßen der Hauptstadt. Amerikanische Fluglinien setzten ihre Flüge nach Haiti aus. Angesichts dieser Konsequenzen nahm die Regierung Lafontant die Preiserhöhungen zurück, was die Steigerung der Staatsverschuldung wegen der hohen Kosten für die Ölimporte antrieb. Der Premierminister selbst trat am 14. Juli von seinem Amt zurück. Einen Monat später folgte ihm Jean-Henry Céant im Amt nach.
Der Oppositionspolitiker Jean-Charles Moïse (zufällige, nicht verwandtschaftlich bedingte Namensgleichheit mit dem Präsidenten), Führer der Partei Pitit Desalin, Präsidentschaftskandidat im Jahr 2015, mehrjähriger Bürgermeister vom Milot und Senator für das Département Nord, machte sich zum Sprecher derer, die eine Übergangsregierung und Anklage der der Korruption bezichtigten Politiker forderten.
Die Enthüllungen und Anschuldigungen im Rahmen der laufenden Ermittlungen der Petrocaribe-Korruptionsaffäre führten dazu, dass in den sozialen Medien Forderungen nach Konsequenzen lauter und schärfer wurden. Im Oktober kam es zu Gewaltausbrüchen in Les Cayes, Jacmel und Saint-Marc. Im November wüteten eine Woche lang allgemeine Proteste, die mindestens zehn Todesopfer forderten.
Ein besonderer Vorfall, als das „La-Saline-Massaker“ bekannt geworden, ereignete sind am 13. November im Stadtteil La Saline von Port-au-Prince, unweit dem Slum der Cité Soleil. Gegen drei Uhr nachts fuhr ein Transportfahrzeug mit Uniformierten in das Quartier. Die Beamten eröffneten das Feuer wahllos auf Passanten. Erwidert wurde der Beschuss durch Angehörige bewaffneter Banden, die auch Macheten gegen die Uniformierten einsetzten. Es waren mindestens 21 Todesopfer zu zählen. Unklar blieb, ob es sich um einen Einsatz gegen kriminelle Banden handelte oder um die Niederschlagung von Protesten gegen die Korruption im Staatswesen ging. Jimmy Cherizier, bekannt als „Barbecue“, Fednel Monchery und Joseph Pierre Richard Duplan wurden als Beschuldigte im Jahr 2020 durch die Behörden der Vereinigten Staaten unter anderem für das La-Saline-Massaker sanktioniert.

### 2019
Im Februar des Jahres kam es erneut zu massiven Protesten, als ein Untersuchungsbericht zu den Petrocaribe-Korruptionsvorwürfen bekannt wurde. Mindestens vier Todesopfer waren zu beklagen. Im Zuge der Unruhen gelang es allen 78 Insassen eines Gefängnisses in Aquin, auszubrechen. Als Konsequenz der Gewaltausbrüche wurden alle traditionellen Karnevalsveranstaltungen im Land abgesagt. Weiter steigende Lebenshaltungskosten heizten die Aggression innerhalb der Bevölkerung an. Demonstranten machten sich daran, die PKWs der kleinen Gruppe der reichen Haitianer zu beschädigen. Es kam zu einem Zusammenstoß mit Polizeikräften, als Demonstranten Steine auf das Haus von Präsident Moïse warfen, nachdem einer seiner Wachleute den Wagen einer Frau beschädigt und diese geschlagen hatte. In Port-au-Prince wurde das Gebäude geplündert, in dem unter anderem die Konsulate von Italien und Peru untergebracht waren.
Präsident Moïse wandte sich am 14. Februar an die Öffentlichkeit und erklärte, er werde nicht zurücktreten, um das Land „bewaffneten Banden und Drogenhändlern“ zu überlassen. Während der Beerdigung eines bei den Auseinandersetzungen getöteten Demonstranten feuerten Polizeikräfte Gummigeschosse und Tränengas in den rund 200 Personen zählenden Trauerzug.
Im März beschloss das Abgeordnetenhaus mit 93 Ja- und 6 Nein-Stimmen, Premierminister Céant und seiner Regierung das Misstrauen auszusprechen. Präsident Moïse ersetzte den Regierungschef durch Jean-Michel Lapin. Lapin wurde am 9. April mit der Bildung einer Regierung beauftragt. Diese wurde am 9. Mai vorgestellt. Da es ihm nicht gelang, die Zustimmung zu seinem Kabinett zu erhalten, gab er am 22. Juli den Auftrag zur Regierungsbildung zurück. Fritz-William Michel wurde von Präsident Moïse zu seinem Nachfolger ernannt. Lapin blieb zunächst geschäftsführend im Amt, da Michel zwar das Vertrauen der Abgeordnetenkammer erhielt, jedoch nicht vom Senat bestätigt wurde. Der Senat wurde am 13. Januar 2020 beschlussunfähig, nachdem die Amtszeit von zwei Dritteln seiner Mitglieder abgelaufen war. Da es aufgrund der Pattsituation zwischen dem Präsidenten und dem Parlament keine ordnungsmäßige Regierung gab, wurden Hunderte von Millionen an internationalen Hilfsgeldern für Haiti ausgesetzt, für die eine gewählte und verfassungsgemäß bestätigte Regierung Voraussetzung gewesen wäre.
Bei eskalierenden Protesten im Juni wurde der Journalist Rospide Pétion von Radio Sans Fin in Port-au-Prince erschossen, als er auf dem Heimweg war. In einer zuvor ausgestrahlten Sendung hatte er die Regierung kritisiert.
Am 4. Oktober protestierten Tausende in ganz Haiti. In Port-au-Prince schloss sich der Bürgermeister den Demonstranten an und forderte den Rücktritt von Präsident Moïse. Zwei Tage zuvor hatte die Opposition einen Brief an den UN-Generalsekretär geschickt, in dem sie die Rolle des amtierenden Präsidenten in der Petrocaribe-Affäre und die Rolle der Regierung bei dem La-Saline-Massaker anprangerte.
Der haitianische Schriftsteller Lyonel Trouillot schrieb in der französischen Tageszeitung L’Humanté:

„Ohne in Verschwörungstheorien abzugleiten, ist das Schweigen der internationalen Gemeinschaft zur Situation in Haiti besorgniserregend.“

Am 10. Oktober wurde ein weiterer regierungskritischer Journalist, Néhémie Joseph, tot im Kofferraum seines Wagens in Mirebalais aufgefunden.
Zwei Wochen später demonstrierten Tausende von Katholiken in der Hauptstadt. Erzbischof Max Leroy Mésidor forderte die haitianische Führung auf, den Menschen Gehör zu schenken. Energiekrisen, Straßenblockaden und weit verbreitete Unruhen hatten zu massiven Einbrüchen im Tourismus geführt, was zur Schließung von Hotels in Petionville und in Cap-Haïtien führte. Am 27. Oktober wurden bei Protesten in Port-au-Prince zwei Menschen getötet. An diesem Tag waren maskierte Polizeibeamte selbst auf die Straße gegangen, um gegen niedrige Gehälter und eine fehlende Krankenversicherung zu demonstrieren.
Obwohl verfassungsgemäß im Oktober Parlamentswahlen stattfinden mussten, erwiesen sich diese als undurchführbar. Die Vereinten Nationen beklagten, von ihren vor Ort befindlichen Einrichtungen gezählt, 42 Tote und 86 Verletzte als Opfer der Unruhen in nur einem Monat. Der Zustand Haitis wurde als „abgeriegeltes Land“ (Haitianisch-Kreolisch Peyi lok) bezeichnet, da im November 2019 Schulen, Gerichte, Firmen, öffentliche Einrichtungen und Wirtschaftsunternehmen seit zweieinhalb Monaten weitestgehend geschlossen waren.

### 2020
Nachdem Jean-Michel Lapin schließlich abgetreten war, machte Präsident Moïse am 4. März Joseph Jouthe zum Premierminister, der jedoch auch nicht vom Parlament bestätigt wurde und somit die Regierungsgeschäfte provisorisch führte.
Die Police Nationale d’Haïti geriet vermehrt in die Kritik auch außenstehender Beobachter. Ihr wurde nicht nur die Unfähigkeit, für Sicherheit und Ordnung zu sorgen, sondern auch Korruption vorgeworfen. Vor dem Palais National kam es zu einem Feuergefecht zwischen Angehörigen von Polizei und Militär, als Polizisten für bessere Arbeitsbedingungen protestierten.
Im Mai brachen in Port-au-Prince Auseinandersetzungen zwischen kriminellen Vereinigungen aus, die als „Bandenkrieg in Haiti“ bekannt wurden. Neun Banden, vor allem aus Delmas, schlossen sich zusammen, um ihren Einflussbereich in der Hauptstadt auszuweiten. Jimmy „Barbecue“ Chérizier wechselte als früherer Polizist die Seite und wurde Anführer der Banden, die zu der Regierung in Opposition standen und als revolutionär galten. Die „G9-Allianz“ genannte Gruppe weitete im Laufe der Zeit das von ihr kontrollierte Gebiet deutlich aus. Über die Cité Soleil vorgehend, gelang es ihr, den Hafen, die Zugänge zu den Ölterminals und weite Teile des Südwestens Haitis zu beherrschen und die staatliche Ordnung außer Kraft zu setzen. Es kam zu Fluchtbewegungen der Bevölkerung, vereinzelt auch zu Abwehrreaktionen in Form von Lynchjustiz an den Kriminellen.
Die Bevölkerung ging erneut auf die Barrikaden, da sie sich in der COVID-19 Pandemie von der Regierung im Stich gelassen fühlte.

### 2021
Am 14. Januar demonstrierten Hunderte in Port-au-Prince, Cap-Haïtien, Jacmel, Saint-Marc und Gonaïves gegen Präsident Moïse. Die meisten Demonstrationen verliefen friedlich, aber es wurde auch von Gewalt berichtet. Am 20. Januar gingen erneut Hunderte in Port-au-Prince und Cap-Haitien auf die Straße. Eine Frau wurde mit Gummigeschossen angeschossen und mehrere andere wurden bei den Protesten verwundet. Am 28. Januar protestierten Journalisten, Abgeordnete, Polizeibeamte, ehemalige Polizeibeamte und Menschenrechtsaktivisten gegen Menschenrechtsverletzungen, Polizeibrutalität, Gewalt und Repression gegen Demonstranten.
Am 7. Februar versuchten Anhänger der Opposition gegen den amtierenden Präsidenten Moïse angeblich einen Staatsstreich. Moïse ordnete die Verhaftung von 23 Personen an. Am 9. Februar zogen Hunderte von Menschen durch die Straßen von Port-au-Prince und skandierten „Nieder mit der Entführung! Nieder mit der Diktatur!“ Sie unterstützten die Forderung der Opposition nach dem Rücktritt von Präsident Moïse. Die Polizei setzte Tränengas ein und schoss in die Luft, um die Demonstranten zu vertreiben, die die Sicherheitsbeamten mit Steinen bewarfen.
Nach Ansicht der Opposition sollte die Amtszeit von Moïse am 7. Februar enden, dieser aber erklärte, dass seine Amtszeit erst 2022 zu Ende gehe. Am 15. Februar versammelten sich erneut Zehntausende von Demonstranten in Port-au-Prince, warfen der Regierung vor, eine neue Diktatur errichten zu wollen, prangerten die internationale Unterstützung für Präsident Moïse an und schwenkten die Nationalflagge. Während der Massenproteste wurden Rufe wie „Nieder mit der Diktatur“ skandiert.
Am 21. Februar startete die Oppositionsbewegung in Jacmel und Port-au-Prince große Proteste gegen Präsident Moïse und lieferte sich Auseinandersetzungen mit den Sicherheitskräften. Es entstand der dritte Generalstreik nach landesweiten Streiks am 2. und 8. Februar. Am 25. Februar gab es mindestens 25 Tote und zahlreiche Verletzte bei einem Gefängnisausbruch im Zivilgefängnis von Croix-des-Bouquets, bei dem der Bandenführer Arnel Joseph entkam. Joseph wurde später in L'Estère gefunden und getötet. Am 28. Februar gingen Demonstranten auf die Straße, um Büros zu stürmen und Steine auf die Polizei zu werfen. Die Demonstrationen wurden blutig niedergeschlagen.
Weitere Straßenproteste tausender Haitianer in Port-au-Prince Anfang März verliefen friedlich. Demonstriert wurde am 7. und 9. März unter dem Motto #FreeOurCountry. Die Demonstranten forderten den Rücktritt von Präsident Moïse und Premierminister Joseph Jouthe und forderten ein hartes Durchgreifen gegen kriminelle Banden.
Am 10. März erklärte Premierminister Jouthe dem Präsidenten schriftlich seinen Rücktritt.
Am 17. März protestieren Tausende gegen Präsident Moïse. Zehntausende Demonstranten und Polizisten protestierten in der Hauptstadt und hielten eine haitianische Flagge in die Höhe, um Korruption und Polizeiwillkür anzuprangern. Die Bürger blockierten fünf Tage lang Straßen mit Fahrzeugen und brennenden Reifen.
Präsident Moïse akzeptierte erst am 14. April die Demission von Premierminister Jouthe. Er setzte Claude Joseph als Nachfolger ein.
In den Monaten April, Mai und Juni hielten die Protestaktionen in den Straßen der großen Städte des Landes an. Artikuliert wurde stets die Forderung, zur Demokratie zurückzukehren und verfassungskonforme Wahlen anzusetzen. Präsident Moïse wurde aufgefordert, zurückzutreten.
Am 5. Juli wurde Ariel Henry von Präsident Jovenel Moïse als nächster Premierminister Haitis ausgewählt.  Zwei Tage später, am 7. Juli wurde Moïse ermordet.
Die Übernahme des Amts des Premierministers durch Henry gelang nicht, da es nicht zur Leistung des Amtseids kam. Der noch amtierende Premierminister Claude Joseph übernahm mit Unterstützung der Sicherheitskräfte die Kontrolle über die Regierung und wurde von den Vereinigten Staaten als rechtmäßiger Premierminister anerkannt. Am 19. Juli kündigte Joseph jedoch an, als Premierminister zugunsten von Henry zurückzutreten. Henry wurde am 20. Juli als Premierminister vereidigt.
Der Schock über das tödliche Attentat auf das umstrittene Staatsoberhaupt lähmte für einige Zeit das Land. Am 14. August kam ein schweres Erdbeben auf der Halbinsel Tiburon mit einer Magnitude von 7,2 MW hinzu. Durch das Beben starben mindestens 2.248 Menschen und über 12.000 wurden zum Teil schwer verletzt. Verschlimmert wurden die Auswirkungen des Erdbebens durch das tropische Tief Grace, das zwei Tage nach dem Erdbeben für Starkregenfälle in Haiti sorgte.
Gleichzeitig hatte sich eine breite Koalition der Zivilgesellschaft und einer größeren Zahl politischer Parteien daran gemacht, einen allgemeinen Konsens über die Zukunft des Staatswesens zu entwickeln. Am 30. August wurde nach vielerlei Gesprächen im Hotel Montana in Pétionville ein Plan verabschiedet, der Hoffnung auf eine friedvollere Zeit weckte.
Am 14. Dezember verunglückte einer der wenigen Tanklastwagen, die Cap Haïtien zu erreichen versuchten, am Stadtrand. Lokale Bewohner machten sich daran, den Treibstoff des verunglückten Fahrzeugs abzuzapfen, wobei es zu einer Explosion kam, die mindestens 90 Todesopfer forderte und zu umfangreichen Verwüstungen führte.

### 2022
Am 1. Januar wurde berichtet, dass Henry einen Attentatsversuch überlebt hatte, nachdem er während eines Schusswechsels zwischen seinen Sicherheitskräften und einer bewaffneten Gruppe aus Gonaïves geflohen war.
Die Wahlperiode des ermordeten Präsidenten Moïse wäre laut Verfassung am 7. Februar abgelaufen. Die Teilnehmer am Accord de Montana führten deswegen am 30. Januar eine Wahl durch, in der Fritz Jean als Präsident und Steven Benoît als Premierminister bestimmt wurden. Henry lehnte es unter Hinweis auf die Verfassung ab, diesem demokratisch nicht legitimierten Votum Beachtung zu schenken und blieb im Amt. Obwohl er von Moïse nur zum Regierungschef gemacht worden war, als solcher keine parlamentarische Bestätigung erfahren und keinen Eid abgelegt hatte, nahm er nun faktisch auch die Aufgaben des Staatsoberhaupts wahr und agierte seitdem in Personalunion als Präsident und Premierminister. Neuwahlen waren auf unbestimmte Zeit verschoben und die Wahlkommission (Conseil électoral provisoire; CEP) hatte Henry aufgelöst.
Bandenkriege flammten wieder auf. Im April und Mai bekämpften sich rivalisierende Banden in der Plaine du Cul-de-Sac östlich der Hauptstadt, wobei mindestens 191 Menschen zu Tode kamen. Im Juli ereignete sich ein besonderer Ausbruch der Bandenkriminalität in Port-au-Prince, bei dem 89 Todesopfer und 74 Verletzte zu zählen waren. Es gelang den Kriminellen, die Treibstoffversorgung des Landes empfindlich zu stören. Dies führte im September zu erneuten allgemeinen Protesten in den Straßen, da die Preise für Treibstoffe weiter stiegen. Die Proteste hielten an, auch nachdem die Blockade eines der beiden Tankterminals (Varreux) beendet werden konnte.
Ein Cholera-Ausbruch im September und akute Hungersnot in Teilen des Landes führten dazu, dass der Sicherheitsrat der Vereinten Nationen einstimmig Sanktionen gegen die Anführer der kriminellen Banden beschloss.
Am 5. Oktober bat Ariel Henry die internationale Gemeinschaft um Hilfe bei der Lösung der Krise in Haiti. Am 21. Dezember wurde zwischen Henry und den wichtigsten Parteien und gesellschaftlichen Gruppen des Landes vereinbart, dass er bis zum 7. Februar 2024 im Amt bleiben sollte. es wurden ferner zwei Gremien gebildet, die bis dahin die bestehenden politischen Probleme des Landes lösen sollten. Es handelte sich um einen Übergangsrat (Haut conseil de la transition; HCT) und ein Organ zur Kontrolle der Regierung (Organe de contrôle de l’action gouvernementale; OCAG).
Am 21. Dezember wurde der Vereinbarung die Absichtserklärung hinzugefügt, im Jahr 2023 allgemeine Wahlen abzuhalten.

### 2023
Im Jahr 2023 verschlechterte sich die Lage in Haiti weiter, da die letzten demokratisch gewählten Amtsträger ihre Mandate verloren und Haiti ohne gewählte Regierung dastand. Mehrere Morde an Polizisten durch kriminelle Banden, darunter die Ermordung von vier Polizisten durch die Vitel'Homme-Bande in Pétionville und die Ermordung von sieben Polizisten durch die Savien-Bande am 25. Januar in Liancourt, führten zu einem Aufstand der Polizei, die das Haus von Premierminister Henry stürmte. Die Unruhen wurden einige Tage später beendet. Kanada kündigte am 6. Februar an, dass es Überwachungsflüge nach Haiti durchführen werde, um die Lage im Land zu beobachten. Laut durchgesickerten amerikanischen Dokumenten begann die Gruppe Wagner Ende Februar, Informationen zu sammeln und ihr Interesse an einer Intervention in Haiti zu zeigen.
Bei einer Reihe von Kämpfen zwischen Banden Anfang März kamen 208 Menschen ums Leben und die Zahl der Entführungen stieg zwischen Januar und März um 72 % im Vergleich zum Vorjahr. Jeder, der auch nur den Anschein von Reichtum hatte, wurde entführt und als Geisel genommen. Darunter war Robert Denis, Direktor des Fernsehsenders Canal Bleu, der am 11. April entführt wurde, und Harold Marzouka, Honorarkonsul von St. Kitts und Nevis, auch CEO des Kunststoffunternehmens Haiti Plastics, der am 15. April entführt wurde. Viele Opfer wurden getötet, wenn ihre Angehörigen das Lösegeld nicht zahlten, während viele Angehörige der Oberschicht aus dem Land flohen, was zu einer Abwanderung von Fachkräften führte. Die Gewalt setzte sich auch im April fort: Am 9. April wurden drei Polizeibeamte bei einem Überfall der Ti-Makak-Bande im Stadtteil Thomassin getötet. 13 Bandenmitglieder wurden bei lebendigem Leibe von einem Mob verbrannt, als sie abgeführt werden sollten.
Bis zum 15. August gab es laut UN-Hochkommissar für Menschenrechte bereits 2.439 Todesopfer der Gewalt, Unruhen und Kriminalität in Hait. Zudem 951 Entführungen.
Im September befanden sich Berichten zufolge etwa 80 % der haitianischen Hauptstadt unter der Kontrolle von Banden. Die sich zuspitzende Krise führte zu Diskussionen über eine mögliche, von den Vereinten Nationen unterstützte, kenianisch geführte Polizeiintervention in Haiti, die Kenia zuvor angeboten hatte, Haiti aber zunächst widerwillig betrachtete. Am 2. Oktober verabschiedete der Sicherheitsrat der Vereinten Nationen die Resolution 2699, die eine von Kenia geführte multinationale Sicherheitsunterstützungsmission in Haiti genehmigte.
Wahlen fanden im Jahr 2023 in Haiti nicht statt.

### 2024
Angesichts des nahenden 7. Februar, an dem die Amtszeit von Ariel Henry enden sollte, kam es am 15. Januar erneut zu Protesten in den größeren Städten, die das öffentliche Leben lähmten. Gleichzeitig wurde berichtet, dass Henry seine Suche nach einer Lösung seiner Nachfolge intensivierte. Die Vereinigten Staaten nahmen dabei die Haltung ein, es sei besser, Henry trotz allem im Amt zu halten, als ein neues Machtvakuum entstehen zu lassen. Moïse Jean Charles begann einen neuen Versuch, eine Mehrheit gegen Henry zu schmieden.
Die Aktivitäten krimineller Banden gingen weiter. Im Januar war der Hafen von Port-au-Prince wochenlang blockiert, so dass Importgüter nicht weitertransportiert werden konnten. Am letzten Wochenende des Januar kam es zu längeren Schusswechseln im Zentrum der Hauptstadt, bei denen sich verschiedene Banden der früheren „G9“ bekämpften. Die gewerkschaftliche Anti-Korruptionsgruppierung „Brigade syndicale anti-corruption“ (BSAC) rief daraufhin zum Generalstreik auf. Der Hohe Kommissar der Vereinten Nationen für Menschenrechte Volker Türk gab Anfang Februar bekannt, dass im Monat Januar 1.108 Menschen in Haiti getötet, schwer verletzt oder entführt wurden.
Protestaktionen gegen die Regierung setzten sich Anfang Februar fort. In Ouanaminthe gingen Anhänger der Partei Pitit Dessalines auf die Straßen. In Port-au-Prince kam es zu anhaltenden Schusswechseln, die zur Einstellung vieler öffentlicher Aktivitäten führten. In Les Cayes forderten Gewalttätigkeiten bei einer Demonstration ein Todesopfer. Drei Personen wurden durch Schüsse verletzt. Fünf Angehörige der oppositionellen BSAP (Brigade des aires protégées) wurden von Sicherheitskräften in Thomassin bei Pétionville erschossen. Rund zehn Journalisten wurden verletzt (einer verlor ein Auge).
Die Internationale Organisation für Migration (IOM) erklärte vor Ort, dass in der Woche nach dem 5. Februar 2024 in den Stadtteilen Carrefour, Cité Soleil und Tabarre der Hauptstadt Port-au-Prince mehr als 10.000 Menschen durch kriminelle Banden aus ihren Behausungen vertrieben worden seien. Während Premierminister Henry in der kenianischen Hauptstadt Nairobi die abschließenden Verhandlungen über das Abkommen zur Entsendung der multinationalen Unterstützungstruppe führte, kam es in der Hauptstadtregion Port-au-Prince zu Gewaltausbrüchen der kriminellen Banden, bei denen Polizeistationen niedergebrannt wurden; die Medien bezeichneten dies als „Beginn der Anarchie“. Am 29. Februar wurden vier Polizisten auf offener Straße erschossen. Der darauf folgende allgemeine Gewaltausbruch in der Hauptstadt führte unter anderem zu einer größeren Flucht von Gefangenen aus dem Zivilgefängnis und der Einstellung des Betriebs des Zentralkrankenhauses. Am 2. März wurden die beiden größten Gefängnisse Haitis, Port-au-Prince mit 3.800 Insassen und Croix-des-Bouquets mit knapp 1.500 Insassen, direkt von kriminellen Banden angegriffen, was zu der Flucht sämtlicher dort einsitzender Straftäter führte.
Die Regierung verlängerte den Ausnahmezustand und verhängte am 4. März ein nächtliches Ausgangsverbot für das Département Ouest, Die Flüge zum und vom internationalen Flughafen von Port-au-Prince wurden eingestellt, da dieser angegriffen wurde. Im März wurden Schätzungen zufolge rund 15.000 Menschen obdachlos, nachdem ihre Viertel von Banden geplündert und zerstört wurden. Nach Angaben der IOM gibt es wegen der Gewalt in Haiti mehr als 360.000 Binnenflüchtlinge. Kämpften 2021 noch zwei große rivalisierende Banden um den Waffen- und Drogenmarkt, stieg ihre Zahl bis zum Jahr 2024 auf knapp 300 an. Laut den Vereinten Nationen haben mehr als die Hälfte der rund elf Millionen Einwohner des Landes nicht genug zu essen, 1,4 Millionen Menschen hungern.
Am 10. März verließen der deutsche Botschafter Peter Sauer sowie Entsandte der EU-Delegation aufgrund der sehr angespannten Sicherheitslage Haiti in Richtung Dominikanische Republik, um bis auf Weiteres von dort aus weiterzuarbeiten. Die Vereinigten Staaten haben nicht benötigtes Botschaftspersonal abgezogen und setzen zum Schutz ihrer diplomatischen Vertretung Marines ein. Port-au-Prince befindet sich nahezu vollständig in der Gewalt der bewaffneten Banden, dutzende Menschen wurden getötet und die Versorgungslage der Bevölkerung mit Lebensmitteln, Wasser und Medikamenten ist desolat. Die benachbarte Dominikanische Republik hat die gemeinsame Grenze zu Haiti geschlossen. Die Karibische Gemeinschaft (CARICOM) kam am 11. März zu einem Dringlichkeitstreffen in der jamaikanischen Hauptstadt Kingston zusammen, um über die Lage zu beraten und einen Übergangsrat (Conseil de transition) einzusetzen, der den Weg zu Wahlen ebnen soll. Die CARICOM gab bekannt, dass sich dazu Haitis Interims-Premierminister Ariel Henry zum Rücktritt bereit erklärt habe. Der Text der Vereinbarung der CARICOM erschien am 12. März in verschiedenen Medien.
Durch die neu entstandene Vakanz in der Regierung setzte Kenia die Planungen für die Entsendung von 1.000 Polizisten zunächst aus. Die Vereinigten Staaten reagierten darauf mit Unverständnis, nachdem sie eine Summe von 133 Millionen Dollar zur Finanzierung der Mission zugesagt hatten.
Die Verhandlungen über die Bildung des 7-köpfigen Conseil de Transition (Übergangsrat) machten rasche Fortschritte. Die sieben Mitglieder des Übergangsrats sollten gemäß der Vereinbarung Vertreter folgender Gruppierungen sein:
1. Le Collectif des Partis Politiques du 30 Janvier (die „Parteien des 30. Januar“)
2. L'Accord du 30 août dit Accord de Montana (die Beteiligten am Accord de Montana)
3. L'Accord du 21 Décembre (die Beteiligten am „Accord du 21 Décembre“)
4. Le Regroupement EDE \ RED et Alliés (das Parteienbündnis EDE / RED)
5. Le Parti Fanmi Lavalas (die Partei Fanmi Lavalas)
6. Le Parti Pitit Desalin (die Partei Pitit Desalin)
7. Le Secteur Privé des Affaires (der private Sektor der Wirtschaft)[124][120]

Trotz dieser Entwicklung kam es weiterhin zu Gewalttätigkeiten, die auch Pétionville erreichten, wo am Morgen des 18. März sechs Tote in den Straßen lagen. Schüsse automatischer Waffen fielen auch in Laboule und Thomassin, Stadtvierteln, die bislang als sicher gegolten hatten. Die Versorgungslage der Bevölkerung verschlechterte sich Ende März weiter und dramatisch, da sowohl der internationale Flughafen von Port-au-Prince geschlossen blieb, der Seehafen der Hauptstadt lahm gelegt war und die Straßenverbindungen in die benachbarte Dominikanische Republik nicht nutzbar waren. Die einzige Möglichkeit, nach Haiti ein- oder von dort auszureisen waren sporadische Flüge von und nach Cap-Haitien. Die Fluggesellschaft Sunrise Airways nahm Mitte Mai wieder den Flugbetrieb am Flughafen von Port-au-Prince auf.
Ende März betonte der Bandenführer Jimmy Cherizier in einem Interview mit dem Fernsehsender SKY news, er sei zu Verhandlungen über die Zukunft des Landes bereit. Sollten jedoch bewaffnete ausländische Kräfte eingreifen, würde er dieses als Aggression und Invasion betrachten. Dies gelte auch für die geplanten kenianischen Polizeieinheiten der Mission multinationale. Der das Interview führende Journalist Stuart Ramsay bezeichnete die Lage in den von den Banden kontrollierten Stadtvierteln als deutlich „normaler“ und „sicherer“ als außerhalb.
Ein Sprecher der Vereinten Nationen konstatierte, dass es in den ersten drei Monaten des Jahres 1.554 Todesopfer der Unruhen gegeben habe.
Ende April blockierten bewaffnete Banden de Zufahrten zum Ölterminal Varreux und zu den Hafenanlagen der Caribbean Port Services (CPS). Tankwagen und Lastzüge wurden gehindert, den Warenverkehr durchzuführen. Ferner steigerten sich die Schusswechsel am Champ de Mars um das Palais national. Dort sollte die offizielle Zeremonie zur Einsetzung des Conseil de Transition (CPT) stattfinden. Am frühen Morgen des 25. April 2024 kamen die sieben Mitglieder und zwei Beobachter des Übergangsrat im Palais national zur Eidesleistung zusammen. Gleichzeitig trat Ariel Henry offiziell als Premierminister zurück und berief per Dekret Michel Patrick Boisvert als Übergangsnachfolger.
Ende April 2024 wurden die Redaktionsräume der Tageszeitung Le Nouvelliste von Unbekannten verwüstet. Anfang Mai gelang es Polizeikräften, die Zufahrt zu dem Ölumschlagsterminal Varreux wieder frei zu machen. Ungeachtet des lange geforderten Rücktritts von Premierminister Henry und der sich konkretisierenden Vorbereitungen für die Ankunft kenianischer Polizeikräfte im Zuge der Schaffung der multinationalen Unterstützungsmission setzten die kriminellen Banden ihre Aktionen in der Hauptstadtregion, vor allem in Carrefour, fort. Am 11. Mai 2024 wurde gemeldet, dass Gressier als erste Gemeinde nach Einrichtung der Conseil de Transition und Rücktritt von Premierminister Henry in die Hände bewaffneter krimineller Banden gefallen sei und von diesen für einen Tag kontrolliert wurde.
Am 11. Juni stellte der vom Übergangsrat bestellte Premierminister Garry Conille sein Kabinett vor, dessen Zusammensetzung am selben Tag im Amtsblatt Le Moniteur veröffentlicht wurde:
- Garry Conille übernimmt auch das Amt des Innenministers (ministre de l'Intérieur et des Collectivités Territoriales),
- Carlos Hercule wird Justizminister (ministre de la Justice et de la Sécurité Publique),
- Dominique Dupuy wird Außenministerin (ministre des Affaires étrangères et des Cultes),
- Ketleen Florestal wird Wirtschafts-, Finanz- und Plangungsministerin (ministre de l'Économie et des Finances et ministre de la Planification et de la Coopération externe),
- Vernet Joseph wird Landwirtschaftsminister (ministre de l'Agriculture, des Ressources naturelles et du Développement Rural),
- Raphaël Hosty wird Verkehrsminister (ministre des Travaux publics, Transports et Communications),
- James Monazard wird Minister für Handel, Industrie und Tourismus (ministre du Commerce et de l'Industrie et ministre du Tourisme),
- Moïse Jean-Pierre Fils wird Umweltminister (ministre de l'Environnement),
- Augustin Antoine wird Bildungs- und Kulturminister (ministre de l'Éducation nationale et de la Formation professionnelle, aussi ministre de la Culture et de la Communication),
- Georges Wilbert Franck wird Arbeits- und Sozialminister (ministre des Affaires Sociales et du Travail),
- Georges Fils Brignol wird Gesundheitsminister (ministre de la Santé publique et de la Population),
- Marie Françoise Suzan wird Frauenministerin (ministre de la Condition Féminine et des Droits de la Femme),
- Niola Lynn Sarah Devalis Octavius wird Jugend- und Sportministerin (ministre de la Jeunesse des sports et de l’Action civique),
- Jean Marc Berthier Antoine wird Verteidigungsminister (ministre de la Défense).

Die offizielle Amtseinführung der Regierung folgte am 12. Juni 2024.
Am 13. Juni 2024 wurde das 275. Jubiläum der Gründung der Hauptstadt Port-au-Prince begangen, während kriminelle Banden fast die ganze Metropole kontrollierten. In der Nacht vom 26. auf den 27. Juni brannten Angehörige der Bande „400 Mawozo“ das bereits verlassene Verwaltungsgebäude der Gemeinde Croix-des-Bouquets nieder. Am 30. Juni kam es in der Gemeinde Gressier zu einem Massaker, in dem Bandenangehörige Wohngebäude plünderten und deren Bewohner auf offener Straße erschossen. Mitte Juli unternahmen bewaffnete Kriminelle den Versuch, im Département Artibonite eine Polizeistation zu übernehmen. Vier Personen fanden den Tod und elf weitere wurden verletzt.
Am 17. Juli wandte sich Premierminister Conille in einer Ansprache im Fernsehen an die Bevölkerung und gab bekannt, dass für 14 Gemeinden in den Départements Ouest und Artibonite, die von Banden kontrolliert wurden, der Ausnahmezustand (état d’urgence) verhängt wurde. Dies sei ein entscheidender Schritt, um die Normalität und Sicherheit wiederherzustellen. Es handelte sich um die Gemeinden Gressier, Carrefour, Port-au-Prince, Delmas, Cité Soleil, Tabarre, Pétionville, Kenscoff, Croix-des-Bouquets, Cabaret und Thomazeau im Département Ouest sowie Petite Rivière de l’Artibonite, Liancourt und Gros Morne im Département Artibonite, wobei einige Gemeinden nur teilweise betroffen waren.
Das Bureau intégré des Nations Unies en Haïti (BINUH) gab bekannt, dass im zweiten Quartal des Jahres 1.379 Todesopfer der Gewalt im Land zu zählen waren, während 428 Personen entführt wurden. Die Lage spitzte sich im August weiter zu: Die Gemeinden Gressier und Ganthier waren vollständig unter Kontrolle der Banditen, die weiter auf dem Vormarsch waren und ihre Aktivitäten auf Fonds-Parisien (an der Route Nationale RN-8 zwischen Ganthier und Malpasse) und Arcahaie richteten. Damit blieb auch die wichtigste Straßenverbindung von der Hauptstadt zur Dominikanischen Republik (RN-8) weiterhin blockiert. Premierminister Conille richtete daraufhin einen dringenden Aufruf an die internationale Gemeinschaft, sich stärker und ohne Verzug für die Sicherheit und Stabilisierung der humanitären Lage im Land einzusetzen.
Anfang September 2024 errichtete die Bande „400 mawozo“ in der Gemeinde Croix-des-Bouquets eine Sperre auf der Nationalstraße RN-8. Die doppelte Mauer, die die Fahrbahn blockierte, wurde von der PNH rasch wieder eingerissen. Mitte des Monats wurde erneut die Schifffahrt im und vor dem Hafen von Port-au-Prince eingestellt, da Banditen zwei Seeleute von auf Reede liegenden Frachtschiffen entführt hatten und es in den Kaianlagen zu Schusswechseln gekommen war.
Gleichzeitig gelang es dem Kabinett Conille, eine Nominierung für einen künftigen provisorischen Wahlrat (Conseil électoral provisoire; CEP) vorzunehmen, obwohl es aus der Gruppierung der Menschen- und Frauenrechtsbewegungen keinen abgestimmten Vorschlag gab. In Anwesenheit des amtierenden Vorsitzenden des Übergangsrats (CPT), Edgard Leblanc Fils, wurden am 18. September folgende Personen als Mitglieder des Gremiums, das die Abhaltung allgemeiner Wahlen organisieren soll, benannt:
- Frau Schnaida Adély (Voodoo Gemeinschaft),
- Patrick Saint-Hilaire (Episkopalkirche Haitis),
- Peterson Pierre-Louis (Cultes Réformés),
- Frau Marie Florence Mathieu (akademisch-universitäre Gemeinschaft),
- Jacques Desrosiers (Vereinigung der Journalisten),
- Jaccéus Joseh (Bauernverbände) und
- Nemrod Sanon (Gewerkschaften).

Am 27. September 2024 gab der Hohe Kommissar der Vereinten Nationen für Menschenrechte (UNHCHR) bekannt, dass in Haiti seit Januar des Jahres mindestens 3661 Todesopfer der Gewalt und Unruhen zu beklagen waren. 1,6 Millionen Einwohner des Landes litten der Verlautbarung zufolge Hunger. Am 3. Oktober verübte die Bande „Gran Grif“ in einem kommunalen Bezirk der Gemeinde Saint-Marc, Pont-Sondé, ein Massaker, bei dem über 70 Personen ums Leben kamen. Dutzende Behausungen wurden abgebrannt und etliche Fahrzeuge zerstört.
Am 9. November 2024 beschloss der Übergangsrat CPT, mit Alix Didier Fils-Aimé einen neuen Premierminister zu benennen. Conille wurde nicht offiziell entlassen, sondern ersetzt. Grund war vor allem, dass er seinerseits die Ablösung dreier Mitglieder des CPT gefordert hatte, denen Korruption vorgeworfen wurde. Nach offizieller Bekanntgabe der Maßnahme im Amtsblatt Moniteur am 11. November wehrte sich Conille gegen seine Amtsenthebung mit Hinweis auf die Verfassung. Faktisch war Haiti zunächst ohne Regierung.
Es folgte eine neue Welle von gewaltsamen Protesten. Das öffentliche Leben kam zum Stillstand, da Schulen, Banken und viele Geschäfte geschlossen blieben. Eine anfliegende, aus Fort Lauderdale kommende Maschine der amerikanischen Spirit Airlines wurde am Flughafen Port-au-Prince von Mitgliedern gewalttätiger Banden mit Gewehren beschossen. Eine Flugbegleiterin wurde leicht verletzt. Die Maschine brach die Landung ab und flog in die Dominikanische Republik. Der Flughafen wurde zunächst geschlossen.  Die amerikanische Federal Aviation Administration (FAA) untersagte alle kommerziellen Flüge im haitianischen Luftraum für 30 Tage.
Der neue Premierminister Fils-Aimé stellte am 15. November seine neue Regierung vor (mit * gekennzeichnet sind Personen, die ihr Amt bereits im Kabinett Conille hatten):
- Paul Antoine Bien-Aimé übernimmt das Amt des Innenministers (Ministre de l'Intérieur et des Collectivités Territoriales). Er hatte dieses Amt bereits von 2006 bis 2011 inne.
- Patrick Pelissier wird Justizminister (ministre de la Justice et de la Sécurité Publique).
- Jean Harvel Victor Jean-Baptiste wird Außenministerin (Ministre des Affaires étrangères et des Cultes).

- J. E Kathia Verdier wird Ministerin für im Ausland lebende Haitianer (Ministre des Haitiens Vivant à l’Étranger).
- Alfred Metellus wird Wirtschafts- und Finanzminister (Ministre de l'Économie et des Finances).
- Erick Dessources wird Minister für Tourismus (Ministre du Tourisme).
- Patrick Delatour wird Minister für Kultur und Kommunikation (Ministre de la Culture et de la Communication).
- Duckenson Lorthe Blema wird Gesundheitsminister (Ministre de la Santé publique et de la Population).
- Pédrica Saint-Jean wird Frauenministerin (Ministre de la Condition Féminine et des Droits de la Femme).
- Jean Michel Moïse wird Verteidigungsminister (Ministre de la Défense).
- Marie D. A. Ketleen Florestal wird Planungsministerin (Ministre de la Planification et de la Coopération Externe).
- Vernet Joseph* bleibt Landwirtschaftsminister (Ministre de l'Agriculture, des Ressources naturelles et du Développement Rural).
- Raphaël Hosty* bleibt Verkehrsminister (Ministre des Travaux publics, Transports et Communications).
- James Monazard* bleibt Minister für Handel und Industrie (Ministre du Commerce et de l’Industrie).
- Moïse Jean-Pierre Fils* bleibt Umweltminister (Ministre de l'Environnement).
- Augustin Antoine* bleibt Bildungsminister (Ministre de l'Éducation nationale et de la Formation professionnelle, aussi ministre de la Culture et de la Communication).
- Georges Wilbert Franck* bleibt Arbeits- und Sozialminister (Ministre des Affaires Sociales et du Travail).
- Niola Lynn Sarah Devalis Octavius* bleibt Jugend- und Sportministerin (Ministre de la Jeunesse des sports et de l’Action civique),
- Patrick Sully W. Joseph wird Staatssekretär für Gebietskörperschaften.

Im Dezember ließ der Chef der Bande Viv Ansanm, Micanor Altès, alias Wa Mikanò, in Wharf Jérémie, einem Teil der Cité Soleil, 207 ältere Menschen (134 Männer, 73 Frauen) ermorden, da er sie für den Tod seines Sohnes verantwortlich machte. Er ging davon aus, dass Fluch und Hexenwerk im Spiel gewesen seien. Ordnungskräfte des Staats hatten keine Möglichkeit, das über zwei Tage währende Massaker zu verhindern oder einzuschreiten.
Am Abend des 16. Dezembers setzten Mitglieder der Bande Viv Ansanm das Krankenhaus Hôpital Bernard Mevs, ein privat von der Unternehmerfamilie Mevs errichtetes, gut ausgestattetes Krankenhaus in der Nähe des Flughafens von Port-au-Prince mit Molotowcocktails in Brand, womit das Ausmaß der kriminellen Aktionen ein neues Niveau erreichte.
Am 18. Dezember beschlossen der präsidentielle Übergangsrat CPT und die Regierung in einer gemeinsamen Sitzung, einen nationalen Sicherheitsrat (Conseil national de sécurité) einzurichten und über das ganze Land für einen Monat (22. Dezember 2024 bis 21. Januar 2025) den Ausnahmezustand zu verhängen.
Die Wiedereröffnung des verwüsteten Zentralkrankenhauses der Universität von Port-au-Prince (Hôpital de l’Université d’État d’Haïti) endete am 24. Dezember in einem Blutbad. Zwei Journalisten und ein Polizist wurden von Bandenmitgliedern getötet.
Die Vereinten Nationen zählten für das Jahr 2024 insgesamt über 5.600 zivile Todesopfer der Bandenkriminalität.

### 2025
Am 27. Januar 2025 fand ein Angriff der bewaffneten Bande „Didi“ auf die Gemeinde Kenscoff in den Bergen südlich der Hauptstadt statt, in der ein Gutteil der haitianischen Oberschicht und der oberen Mittelschicht wohnt. Mehrere Wohnhäuser wurden in Brand gesetzt. Den Sicherheitskräften der Police Nationale d’Haïti gelang es mit Unterstützung von Einwohnern, die Banditen, von denen mehrere getötet wurden, abzuwehren. Nach dem Angriff wurden über 50 Todesopfer gezählt.
Das öffentliche Leben in der Hauptstadt Port-au-Prince kam am 3. Februar 2025 zum Erliegen, nachdem mehrere Banden gedroht hatten, an diesem Tag einen untereinander abgestimmten Angriff auf öffentliche Einrichtungen zu unternehmen. Ende des Monats Februar 2025 kam es in der Hauptstadt besonders in Delmas 30 und in Tabarre zu extremer Gewalt der Banden gegen unbeteiligte Privatpersonen.
Erneut am 14. März 2025 entfesselte die Bande „Viv ansanm“ eine Welle der Gewalt im Zentrum der Hauptstadt. Gebäude gingen in Flammen auf und Tausende Familien flohen um ihr Leben fürchtend aus den betroffenen Quartieren.
Neben ständigen Angriffen der Banden auf die Gemeinde Kenscoff wurde die Sicherheitslage in der Hauptstadt gegen Ende des Monats März 2025 so prekär, dass der Gerichtshof Tribunal de Première Instance sein Gebäude im Stadtviertel Lalue aufgab und in einen provisorischen Amtssitz in Delmas nahm. Eine im April 2025 veröffentlichte Bilanz des Bureau intégré des Nations Unies en Haïti (BINUH) besagte, dass die Kämpfe in und um Kenscoff mindestens 262 Todesopfer forderten, wobei es sich jeweils zur Hälfte um Kriminelle und um unbeteiligte Einwohner handelte.
Am 31. März 2025 rückten Banden über die Route National RN-3 auf Mirebalais vor und eroberten das dortige Gefängnis, und verhalfen mehreren Hundert Kriminellen zur Flucht. Die einheimische Bevölkerung reagierte, indem sie einige der Flüchtenden aufgriff. Der derzeitige Vorsitzende des Übergangsrats CPT, Fritz Alphonse Jean, erklärte daraufhin, man befinde sich „im Krieg“.
Der Vormarsch der Banden setzte sich im Arrondissement Mirebalais fort, wo am 5. April 2025 die Gemeinde Saut-d'Eau fiel.
Anfang Juni 2025 erklärte sich die Regierung Haitis bereit, die hohen Versicherungskosten für die Wiederaufnahme der inländischen Flüge der Sunrise Airways zu übernehmen. Ab dem 12. Juni 2025 sollten wieder regelmäßige Flüge von der Hauptstadt nach Cap-Haïtien, Jacmel, Jérémie und Les Cayes stattfinden.
Nach Angaben des Integrierten Büros der Vereinten Nationen in Haiti fielen den Gewaltaktionen der Banden im ersten Halbjahr 2025 mindestens 3141 Menschen zum Opfer. Am 9. August 2025 rief die Regierung von Haiti wegen der anhaltenden Bandenkriminalität einen dreimonatigen Ausnahmezustand aus, der für die zentralen Departements Ouest, in der sich die Hauptstadt Port-au-Prince befindet, Centre und Artibonite gilt. Die Maßnahme soll eine umfassende Mobilisierung aller staatlichen Sicherheitskräfte ermöglichen.

## Reaktionen des Auslands und der internationalen Gemeinschaft

### Vereinigte Staaten
Der Sprecher des amerikanischen Außenministeriums für Angelegenheiten der westlichen Hemisphäre erklärte im Februar 2019: „Wir unterstützen das Recht aller Menschen, eine demokratische und transparente Regierung zu fordern und ihre Regierungschefs zur Rechenschaft zu ziehen, aber es gibt keine Entschuldigung für Gewalt. Gewalt führt zu Instabilität, weniger Investitionen und weniger Arbeitsplätzen“. Die Vereinigten Staaten bereiteten humanitäre Hilfe vor, um die Ernährungssicherheit in Haiti zu gewährleisten, und forderten, dass die für Korruption Verantwortlichen zur Rechenschaft gezogen werden.
Am 27. Juli 2023 wiesen die Vereinigten Staaten ihr nicht benötigtes Personal an, das Land so schnell wie möglich zu verlassen. Diese Anweisung wurde am selben Tag erteilt, an dem eine amerikanische Krankenschwester und ihr Kind entführt wurden. 80 % der Hauptstadt wurden Berichten zufolge von Banden kontrolliert.
Das US-Außenministerium forderte am 30. August 2023 alle US-Bürger auf, Haiti wegen der zunehmenden Gewalt so schnell wie möglich zu verlassen.
Im Mai 2025 erklärte die US-Regierung die Banden „Viv ansanm“ und „Baz Gran grif“ offiziell zu terroristischen Vereinigungen.

### Dominikanische Republik
Im Juni 2025 forderte der Präsident des Nachbarlands Haitis, der Dominikanischen Republik, Luis Abinader in einem gemeinsam mit seinen Amtsvorgängern Leonel Fernández, Hipólito Mejía und Danilo Medina gezeichneten Schreiben an die Mitgliedsstaaten des Sicherheitsrats der Vereinten Nationen die Umwandlung der Mission Multinationale d’Appui à la Sécurité en Haïti (MMAS) in eine hybride Mission mit logistischer und operativer Führung durch die Vereinten Nationen umzuwandeln. Haiti sei zu einem der gewalttätigsten und gefährlichsten Länder der Welt geworden.

### Kenia
Die Regierung Kenias erklärte am 30. Juli 2023 ihre Bereitschaft, die Führung einer vom Sicherheitsrat der Vereinten Nationen gebilligten multinationalen Mission zur Unterstützung der Sicherheit in Haiti (Mission Multinationale d’Appui à la Sécurité en Haïti) zu übernehmen. Die Entsendung von Polizeikräften scheiterte jedoch an der Entscheidung des Obersten Gerichtshofs Kenias, der die Auffassung vertrat, Polizeibeamte dürften nur im Rahmen von Gegenseitigkeitsvereinbarungen entsandt werden.
Nachdem der amtierende Premierminister Henry Anfang März 2024 in Nairobi ein entsprechendes Abkommen unterzeichnet hatte, auf dem Rückflug jedoch zum Rücktritt gezwungen wurde, machte Kenia erneut Bedenken gegen die Entsendung seiner Polizisten geltend.

### Internationale Organisationen

#### CARICOM
Die Karibische Gemeinschaft (CARICOM) erklärte, sie sei „zutiefst besorgt über die anhaltenden gewaltsamen Proteste in Haiti, die zum Verlust von Menschenleben, Eigentum und zur Zerstörung der Infrastruktur geführt und großes Leid verursacht haben“ und „ruft zur Ruhe und zur Beendigung der Gewalt auf und appelliert an alle Beteiligten, einen konstruktiven Dialog zu führen und die Verfassung, die Rechtsstaatlichkeit und die demokratischen Prozesse zu respektieren, damit die Probleme in einer friedlichen Atmosphäre gelöst werden können und die Rückkehr zu einem Zustand der Normalität möglich ist“.
Nach dem Besuch einer CARICOM-Delegation in Haiti im September 2023 zeigten sich die Teilnehmer besorgt über die Unfähigkeit Ariel Henrys, das Land zu führen. Sie bezeichneten ihn als „Marionette“.
Bei einem Gipfeltreffen der CARICOM wurde am 7. Januar 2024 in der Abschlusserklärung festgehalten: „Die Regierungschefs sind sehr besorgt über die Verschlechterung der Sicherheitslage und der humanitären Situation in Haiti, da die politischen und sicherheitspolitischen Krisen mit ihren schrecklichen Auswirkungen auf die Schwächsten in Haiti fortbestehen.“
Am 11. März 2024 versuchte die CARICOM unter der Ägide der Vereinigten Staaten, unmittelbar die Entscheidung über die Zukunft Haitis zu übernehmen. (Hauptartikel → Conseil de Transition)
Der amtierende Vorsitzende des Conseil de Transition (CPT), Edgard Leblanc Fils, nahm an dem 47. Gipfeltreffen der Staats- und Regierungschefs der CARICOM vom 27. bis 31. Juli 2024 in Grenada teil  Er  berichtete von Fortschritten bei der Wiederherstellung einer normalen Sicherheitslage in Port-au-Prince. Die Gemeinschaft beschloss, erneut eine hochrangige Delegation nach Haiti zu entsenden, um sich über den Stand der Dinge zu informieren.

#### OAS
Der Generalsekretär der Organisation Amerikanischer Staaten (OAS), Luis Almagro sagte: „Wir rufen alle Akteure auf, sich uneingeschränkt am Dialogprozess zu beteiligen, den demokratischen Prozess zu respektieren und friedliche Wege zur Konfliktlösung zu beschreiten..“
Der frühere Sonderbeauftragte der OAS für Haiti, Ricardo Seitenfus, vertrat die Meinung, Wahlen seien unumgänglich, um Haiti aus der Krise zu führen.
Im November 2024 sprach sich der ständige Rat der OAS angesichts der beständig wachsenden Gewalt in Haiti in einer Resolution dafür aus, die MMAS zu einer Friedensmission der Vereinten Nationen mit robustem Mandat umzuwandeln.

#### Vereinte Nationen
Der Sicherheitsrat der Vereinten Nationen beschäftigte sich oft mit der Krise in Haiti. Er verabschiedete Resolutionen zu Sanktionen unter Kapitel VII der UN-Charta, in dem Maßnahmen bei Bedrohung oder Bruch des Friedens und bei Angriffshandlungen behandelt werden und daraus folgende Zwangsmaßnahmen bindenden Charakter haben.
In den Abwägungen enthalten die Resolutionen folgende Feststellungen:
1. dass die Lage in Haiti weiterhin eine Bedrohung für den internationalen Frieden und die Sicherheit in der Region darstellt,
2. große Besorgnis über das extrem hohe Ausmaß von Bandengewalt und andere kriminelle Aktivitäten, einschließlich Entführungen, Menschenhandel und Schmuggel von Migranten und Tötungsdelikte sowie sexuelle und geschlechtsspezifische Gewalt, einschließlich Vergewaltigung und sexueller Sklaverei, sowie die anhaltende Straffreiheit für die Täter, Korruption und Rekrutierung von Kindern durch Banden sowie die Auswirkungen der Situation Haitis für die Region,
3. tiefste Besorgnis darüber, dass der illegale Handel mit und die Verbreitung von Kleinwaffen, leichten Waffen und Munition an bewaffnete Banden in Haiti, die anhaltende und destabilisierende kriminelle Aktivitäten ausüben, dazu beitragen, die Rechtsstaatlichkeit und Achtung der Menschenrechte zu untergraben, können die Bereitstellung humanitärer Hilfe behindern und kann weitreichende negative humanitäre und sozioökonomische Folgen haben sowie
4. Besorgnis darüber, dass die haitianische Nationalpolizei (PNH) keinen Zugang zu Häfen, die größtenteils unter der Kontrolle von Banden stehen, hat.

Es folgt eine Auswahl der Resolutionen:
- Resolution 2466 (2019) vom 12. April 2019 verlängerte letztmalig das Mandat der Mission der Vereinten Nationen zur Unterstützung der Justiz in Haiti (MINUJUSTH)[189]
- Resolution 2645 (2022) vom 15. Juli 2022 erweiterte das Mandat des Integrierten Büros der Vereinten Nationen in Haiti BINUH.[190]
- Resolution 2653 (2022) vom 21. Oktober 2022 verhängte Reise- und finanziellen Beschränkungen sowie ein Waffenembargo.[191]
- Resolution 2692 (2023) vom 14. Juli 2023 erweiterte erneut das Mandat des BINUH.[192]
- Resolution 2699 (2023) vom 2. Oktober 2023 billigte die multinationalen Mission zur Unterstützung der Sicherheit in Haiti.[193]
- Resolution 2700 (2023) vom 19. Oktober 2023 verlängerte die bereits verhängten Reise- und finanziellen Beschränkungen sowie das Waffenembargo.[188]